# Ліквідаційна комісія
Ліквідаційна комісія  утворюється власником (власниками) майна суб'єкта господарювання чи його (їх) представниками (органами),  або іншим органом, визначеним законом, якщо інший порядок її утворення не передбачений Господарським кодексом України. Ліквідацію суб'єкта господарювання може бути також покладено на орган управління суб'єкта, що ліквідується. Ліквідаційна комісія управляє майном банкрута; здійснює інвентаризацію та оцінку майна банкрута; визнає ліквідаційну масу і розпоряджається нею; вживає заходів до стягнення дебіторської заборгованості; реалізує майно банкрута і здійснює інші заходи, спрямовані на задоволення вимог кредиторів. Дії ліквідаційної комісії можуть бути оскаржені у господарському суді.